# 克瓦
克瓦（法語：Kéwa），是馬里的城鎮，位於該國中部，由莫普提區的傑內省負責管轄，面積986平方公里，海拔高度266米，2009年人口24,165，人口密度每平方公里25人。